# IC 1249
IC 1249 је елиптична галаксија у сазвјежђу Херкул која се налази на листи објеката дубоког неба у Индекс каталогу.
Деклинација објекта је + 35° 31' 14" а ректасцензија 17h 14m 54,9s. Привидна величина (магнитуда) објекта IC 1249 износи 13,9 а фотографска магнитуда 14,9. IC 1249 је још познат и под ознакама CGCG 198-26, PGC 59919.